# Communauté de communes du Val de Nièvre et environs
La communauté de communes du Val de Nièvre et environs  est une ancienne communauté de communes française, située dans le département de la Somme.
En 2017, les communautés de communes du Val de Nièvre et environs et de l'Ouest Amiens fusionnent pour constituer la communauté de communes Nièvre et Somme.

## Composition
La communauté de communes est composée des communes suivantes :
| Nom                    | Code Insee | Gentilé         | Superficie (km2) | Population (dernière pop. légale) | Densité (hab./km2) |
| ---------------------- | ---------- | --------------- | ---------------- | --------------------------------- | ------------------ |
| Flixecourt (siège)     | 80318      | Flixecourtois   | 11,84            | 3 189 (2014)                      | 269                |
| Berteaucourt-les-Dames | 80093      | Berteaucourtois | 4,64             | 1 153 (2014)                      | 248                |
| Bettencourt-Saint-Ouen | 80100      | Bettencourtois  | 8,04             | 637 (2014)                        | 79                 |
| Bouchon                | 80117      | Bouchonnais     | 4,60             | 152 (2014)                        | 33                 |
| Canaples               | 80166      | Canapolitains   | 10,26            | 669 (2014)                        | 65                 |
| Domart-en-Ponthieu     | 80241      | Domartois       | 17,93            | 1 141 (2014)                      | 64                 |
| Franqueville           | 80346      | Franquevillais  | 6,26             | 177 (2014)                        | 28                 |
| Fransu                 | 80348      |                 | 5,64             | 159 (2014)                        | 28                 |
| Halloy-lès-Pernois     | 80408      |                 | 6,20             | 355 (2014)                        | 57                 |
| Havernas               | 80423      |                 | 4,48             | 403 (2014)                        | 90                 |
| Lanches-Saint-Hilaire  | 80466      |                 | 5,45             | 125 (2014)                        | 23                 |
| L'Étoile               | 80296      |                 | 7,90             | 1 277 (2014)                      | 162                |
| Pernois                | 80619      | Pernoisiens     | 8,83             | 721 (2014)                        | 82                 |
| Ribeaucourt            | 80671      | Ribeaucourtois  | 5,42             | 247 (2014)                        | 46                 |
| Saint-Léger-lès-Domart | 80706      | Léolégariens    | 7,05             | 1 862 (2014)                      | 264                |
| Saint-Ouen             | 80711      | Saint-Ouennais  | 4,35             | 1 951 (2014)                      | 449                |
| Surcamps               | 80742      |                 | 2,97             | 70 (2014)                         | 24                 |
| Vauchelles-lès-Domart  | 80778      |                 | 3,92             | 117 (2014)                        | 30                 |
| Vignacourt             | 80793      | Vignacouriers   | 29,10            | 2 391 (2014)                      | 82                 |
| Ville-le-Marclet       | 80795      |                 | 8,93             | 482 (2014)                        | 54                 |

## Démographie
| 2007   | 2014   |
| ------ | ------ |
| 17 080 | 17 354 |

## Administration
| Période                                  | Période  | Identité    | Étiquette | Qualité                                   |
| ---------------------------------------- | -------- | ----------- | --------- | ----------------------------------------- |
|                                          | En cours | René Lognon |           | maire de Flixecourt et conseiller général |
| Les données manquantes sont à compléter. |          |             |           |                                           |

## Sources
- le splaf
- la base aspic